# Ondřej Jakub z Ditrichštejna
Ondřej Jakub hrabě z Ditrichštejna (německy: Andreas Jakob Graf von Dietrichstein, 27. května 1689 na Moravě, zřejmě v Jihlavě – 5. ledna 1753 v Salcburku) byl nástupce knížete-biskupa Jakuba Arnošta z Lichtenštejna-Katelkornu a vládl coby hlava Salcburského knížecího arcibiskupství v letech 1747 až 1753.

## Původ
Ondřej Jakub hrabě z Ditrichštejna pocházel z mikulovské linie šlechtického rodu Ditrichštejnů (von Dietrichstein), jejichž původ lze vystopovat v Korutanech. Jeho otec byl Maxmilián Ondřej (1638–1692) hrabě z Ditrichštejna, jeho matka byla Marie Justina (1647–1696), dcera Edmunda (Edmonda) III. hraběte ze Schwarzenbergu Seigneur de Bierset.

## Život

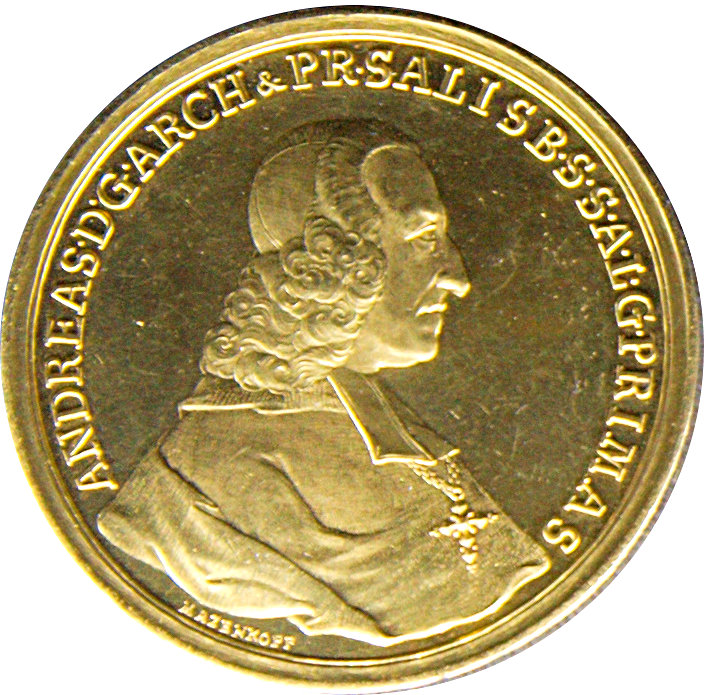
50-dukát k příležitosti zvolení arcibiskupem

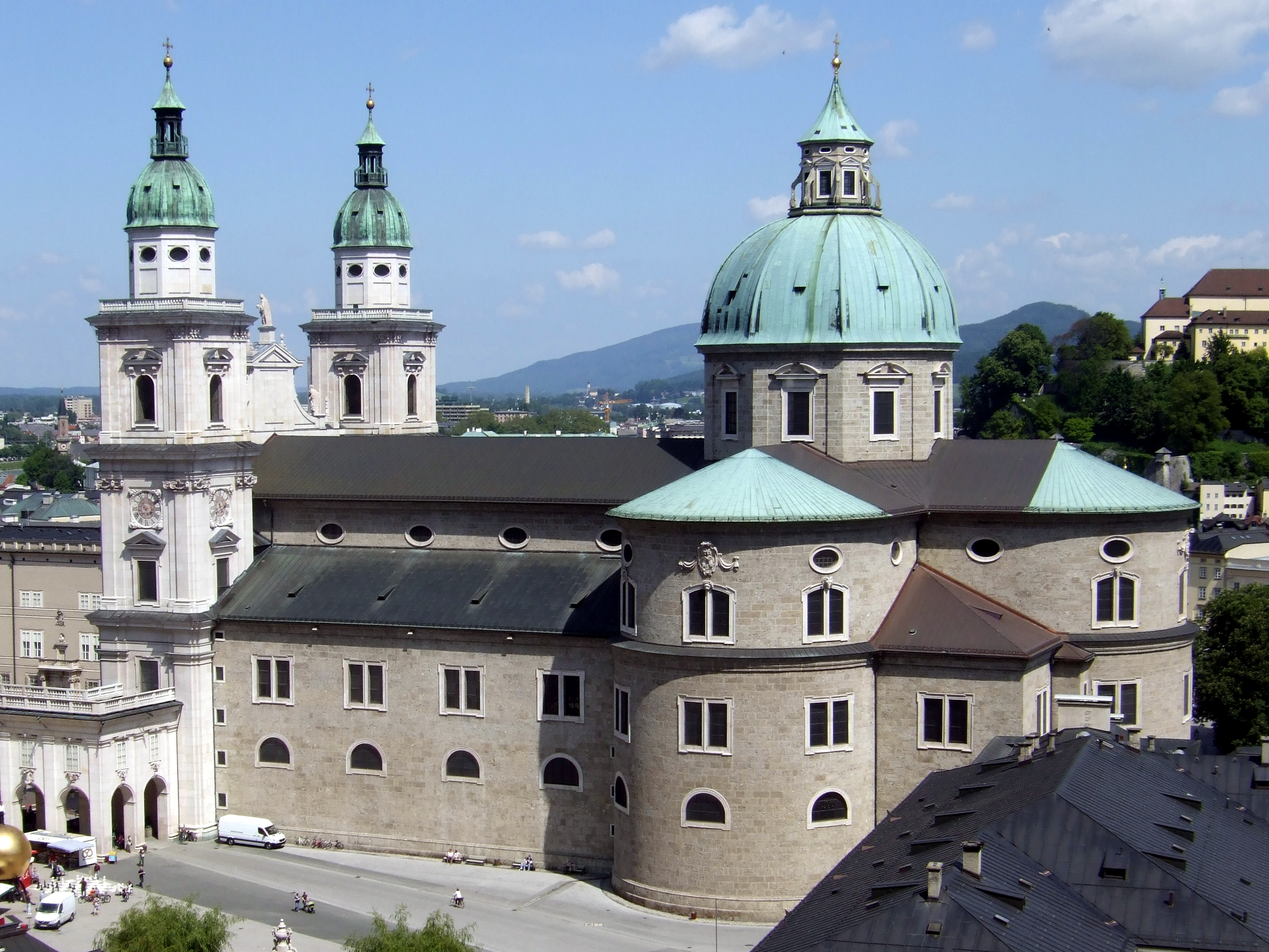
Katedrála svatých Ruperta a Virgila v Salcburku, místo posledního odpočinku

Ondřej Jakub studoval od roku 1707 v Salcburku, kde se v roce 1713 stal členem volebního sboru správce kapituly, roku 1729 se stal děkanem dómu a roku 1730 proboštem.
10. září 1747 byl zvolen arcibiskupem salcburským. Stal se pro členy kapitulní správy určitým kompromisem, ale salcburské obyvatelstvo tehdy chtělo jednoznačně původního salcburského knížete, jmenovitě Ditrichštejna. Biskupské svěcení mu udělil 1. června 1749 Josef Maria říšský hrabě z Thunu a Hohenštejna, tehdejší biskup gurský.
Ondřej Jakub byl vznešený a na rozdíl od svého předchůdce u lidu oblíbený arcibiskup prostého až hubeného vzezření. Byl dobrým znalcem salcburských poměrů, horlivý a výrazně pracovitý člověk, ale měl také rád různé slavnosti, maškarní plesy a divadlo.
Arcibiskup Ditrichštejn zemřel 5. ledna 1753. I přes veškerou velkou šetrnost zanechal Ditrichštejn svým nástupcům stále se zvětšující zadlužení. Byl pochován v kryptě salcburské katedrály.
Tři roky po jeho smrti se v Salcburku narodil Wolfgang Amadeus Mozart.